# Andreas Vogler
Andreas Vogler (Basilea, 15 gennaio 1964) è un architetto e designer svizzero.

## Attività
È uno dei fondatori del team di architettura e design Architecture and Vision.
Dopo gli studi in Storia dell'arte e in Letteratura, ha lavorato come progettista d'interni per Alinea AG, Basilea. Dal 1988 al 1994 ha studiato architettura presso l'Eidgenössische Technische Hochschule (Scuola politecnica federale) di Zurigo (Svizzera), frequentando un semestre presso la Rhode Island School of Design a Providence (USA), e laureandosi nel 1994 con un progetto per una stazione meteorologica, energeticamente autosufficiente e prefabbricata, sul Weissfluhjoch, Arosa.
Nel 1995 ha collaborato con Christoph Ingenhoven (Ingenhoven Architekten), a Düsseldorf, e dal 1995 al 1996 con Richard Horden (oggi Horden Cherry Lee Architects). Vogler ha insegnato micro-architettura e avviato diversi studi di architettura aerospaziale, affrontando il tema dell'abitabilità a bordo dell'International Space Station (ISS, Stazione spaziale internazionale) e lo studio di futuri habitat su Marte, insieme con la NASA.
Nello stesso periodo, Vogler ha pubblicato sul tema dell'architettura spaziale e partecipato a diversi concorsi di architettura. Nel biennio 2005-2006 ha partecipato al programma di ricerca Concept House della Technische Universiteit (Politecnico) di Delft (Paesi Bassi).
Dal 2002 ha avviato una collaborazione con l'architetto italiano Arturo Vittori, con cui ha costituito nel 2003 Architecture and Vision, un team di architettura e design, anche per applicazioni aerospaziali e terrestri.
Nel 2006 il prototipo della tenda per ambienti estremi DesertSeal (2004) è stato inserito nella collezione permanente del Museum of Modern Art di New York, dopo essere stato esposto nella mostra SAFE: Design Takes on Risk (2005), curata da Paola Antonelli. Nello stesso anno Arturo Vittori e Andreas Vogler sono stati selezionati come “Modern-day Leonardos” (Moderni Leonardo) dal Museum of Science and Industry di Chicago per l'esposizione Leonardo da Vinci: Man, Inventor, Genius. Nel 2007 un modello della stazione gonfiabile MoonBaseTwo (2007) – ideata per l'esplorazione della Luna – è stato incluso nella collezione del Museum of Science and Industry di Chicago, mentre MarsCruiserOne (2007), il progetto di veicolo-laboratorio pressurizzato per l'esplorazione di Marte, è stato esposto al Centre Georges Pompidou di Parigi, durante la mostra Airs de Paris.
È membro dell'American Institute of Aeronautics and Astronautics (AIAA, Associazione americana di aeronautica e astronautica).

## Progetti
2013
- ''OR of the Future'', UIC, Chicago, Stati Uniti

2012 
- WarkaWater, Biennale di Venezia, Italia

2011 
- LaFenice, Messina
- ''AtlasCoelestisZeroG'', Stazione spaziale internazionale
- Corsair International, Parigi, Francia

2009 
- AtlasCoelestis, Chicago, Stati Uniti
- MercuryHouseOne, Biennale di Venezia, Italia
- FioredelCielo, Macchina di Santa Rosa, Viterbo, Italia

2007 
- BirdHouse, Bird House Foundation, Osaka, Giappone

2006 
- DesertSeal, Collezione permanente MOMA, New York, Stati Uniti

## Mostre selezionate
2013 
- From Pyramids to Spacecraft, mostra itinerante:
- Le Musée des enfants Heliopolis, Cairo, Egitto, febbraio 21 - aprile 25, 2013
- Le palais du Parlement, ROCAD, Bucarest, Romania, Maggio 15–19, 2013
- Futuro Textiles, Cité des Sciences et de l'Industrie, Parigi, Francia, febbraio 6 - settembre 30

2012 
- From Pyramids to Spacecraft, mostra itinerante Instituto Italiano di Cultura, Amburgo, Germania, marzo 28 - aprile 4, 2012
- Robert A. Deshon and Karl J. Schlachter Librairie du Design, Architettura, Arte, e Pianificazione (DAAP), L'Universita di Cincinnati, Cincinnati, Stati Uniti, aprile 20 - Maggio 11, 2012
- Istituto Italiano di Cultura , Addis-Abeba, Etiopia, Maggio 11–25, 2012
- American University, Cairo, Egitto, novembre 19–26, 2012
- The New Library of Alexandria, Alexandria, novembre, novembre 29 - gennaio 15, 2013
- Born out of Necessity, MoMA The Museum of Modern Art, New York, Stati Uniti, marzo 2, 2012 – gennaio 28, 2013
- AtlasCoelestisZero, Istituto Italiano di Cultura, San Francisco, Stati Uniti, aprile 17 - Maggio 1, 2012
- WarkaWater, Palazzo Bembo, 13th Int. Biennale di Venezia, Italia, agosto 29 - novembre 25, 2012

2011 
- From Pyramids to Spacecraft, mostra itinerante, Beihang Art Gallery, Pekin , Cina, marzo 21–31, 2011
- Shanghai Science and Technology Festival, Pudong Expo, Shanghai, Cina, Maggio 13–22, 2011
- Living - Frontiers of Architecture III-IV, Louisiana Museum, Humlebaek, Danimarca, giugno 1 - Ottobre 2, 2011

2010 
- From Pyramids to Spacecraft, mostra itinerante The Goldstein Museum of Design, Minneapolis, Minnesota, Stati Uniti, marzo 14 - Maggio 2, 2010
- Italian Cultural Institute Tokyo, Japano, giugno 21 - luglio 3, 2010
- Great Lakes Science Center, Cleveland, Ohio, Stati Uniti, Ottobre 15 - gennaio 13, 2011
- Padiglione tedesco, Biennale di Venezia, Italia, agosto 25 - novembre 21, 2010

2009 
- From Pyramids to Spacecraft, mostra itinerante: Italian Cultural Institute, Chicago, L'illinois, Stati Uniti, marzo 13 - aprile 22,
- Swissnex, San Francisco, California, Stati Uniti, aprile 30 - Maggi 20
- Seoul Design Olympiad 2009, Seul, Corea, Ottobre 9–29
- MercuryHouseOne, 53rd Arte Biennale Venezia San Servolo Island, Venezia, Italia, settembre 2 - Ottobre 20,
- FioredelCielo, Palazzo Orsini, Bomarzo, Italia, settembre 5 - settembre 7,
- ACADIA, School of the Art Institute Chicago, Stati Uniti, settembre 25 - gennaio 9, 2010

2008 
- Fifteen Roman Architects, New Challenges for the City of Tomorrow, come se Gallery, Roma, Italia, marzo 14–30
- Le Città del Futuro (Cities of Tomorrow),Parco della Musica, Roma, Italia, marzo 1,

2007 
- 2057, l'espace des 50 prochaines années,Cité de l'Espace, Tolosa, Francia, novembre 27 - febbraio 4, 2008
- Istanbul Design Week 2007, Istanbul, Turchia, settembre 4–10
- Air de Paris, Centre Pompidou, Parigi, Francia, aprile 25 - agosto 15

2006 
- FuturoTextiles, Tri Postal, Lilla, Francia, novembre 14 - gennaio 14, 2007
- Abenteuer Raumfahrt, Landesmuseum für Technik und Arbeit, Mannheim, Germania, settembre 28 - aprile 9, 2007
- Leonardo: Man, Inventor, Genius, Modern-day Leonardos,The Museum of Science and Industry, Chicago, Stati Uniti, giugno 14 - settembre 4

2005 
- SAFE: Design Takes on Risk, The Museum of Modern Art, New York, Stati Uniti, novembre 16 - gennaio 2, 2006